# Chloromyxum
Chloromyxum (лат.) — род миксоспоридий из семейства Chloromyxidae. Это паразитические организмы морских и пресноводных рыб.
Споры Chloromyxum сферические или немного удлинённые с или без гребешка на поверхности.

## Классификация
Известно около ста видов. Некоторые из них:
- Chloromyxum bora Fujita, 1930
- Chloromyxum dogieli Kovaljova, 1988
- Chloromyxum kotorensis Lubat, Radujkovic, Marques & Bouix, 1989
- Chloromyxum leydigi Mingazzini, 1890
- Chloromyxum menticirrhi Casal, Garcia, Matos, Monteiro, Matos & Azevedo, 2009
- Chloromyxum obliquum Meglitsch, 1960
- Chloromyxum osmanovi Karataev, 1983
- Chloromyxum ovatum Jameson, 1929
- Chloromyxum partistriatus Kovaljova, Donetz & Kolesnikova, 1989
- Chloromyxum psetti Kovaljova, Donetz & Kolesnikova, 1989
- Chloromyxum schulmani Kovaljova, 1988
- Chloromyxum striatellus Kovaljova, 1988
- Chloromyxum thyrsites Gilchrist, 1924
- Chloromyxum trachuri Iskov & Karataev, 1984
- Chloromyxum truttae Léger, 1906
- Chloromyxum clupeidae Hahn, 1917
- Chloromyxum histolytcum Pérard, 1928